# Icpengues
Os Icpengues  ou Ikpeng são um povo indígena nômade, comumente conhecido pelo exônimo Txikão, cuja língua pertence à família de línguas Karib.
Em 1960, o grupo não ultrapassava 130 indivíduos . Até 22 de outubro de 1964 eram hostis e arredios às tentativas de contato do homem branco - a primeira delas feita por Cláudio Vilas-Boas, quando os Ikpeng viviam à margem do rio Batovi a sudoeste do Parque Indígena do Xingu, no Mato Grosso. Posteriormente transferiram-se  para o rio Jatobá, afluente do Ronuro, formador do Xingu.
À época do primeiro contato, em 1964, os Ikpeng eram apenas quarenta. A população declinara drasticamente, em razão de constantes confrontos com grupos rivais do Alto Xingu, e de epidemias, sobretudo de gripe - provavelmente disseminada a partir da captura de duas jovens wauja. Posteriormente, além dos inimigos wauja, a invasão da região por não indígenas traz novas doenças.
Em 1967, os Ikpeng aceitam a transferência para outro território, dentro dos limites do Parque. A partir daí, a tendência declinante inverteu-se. Em 1998, já eram 252 pessoas. Os matrimônios com pessoas dos demais grupos acontecem, mas, nesses casos, o casal fica na aldeia Ikpeng - raramente ocorrendo a saída de um Ikpeng para a aldeia de qualquer outro povo. O grupo se deslocara para o Médio Xingu, e sua aldeia situava-se à margem esquerda do rio. Também a rivalidade com os outros grupos fora amenizada.
Em 2001, a população Ikpeng no Parque era de 302 indivíduos, dos quais apenas 38 eram remanescentes do grupo original. 56,6% eram menores de 15 anos. Em 2006, eram 342 pessoas, segundo a Funasa.
Atualmente, os Ikpeng são muito envolvidos na defesa do território do Parque, vigiando e apreendendo invasores, como madeireiros e pescadores. Mas o seu principal interesse é a reconquista do seu território anterior à transferência para o Parque - na região do rio Jatobá. Em setembro de 2002, foi realizada uma expedição ikpeng a essas terras, para reconhecimento e coleta de plantas medicinais e de conchas para a confecção de brincos.